# Resolutie 1701 Veiligheidsraad Verenigde Naties
Resolutie 1701 van de Veiligheidsraad van de Verenigde Naties werd unaniem aangenomen op 11 augustus 2006. Men riep
Israël en Libanon op hun oorlog te staken en verlengde meteen de VN-macht, die al sinds jaren toezag op de grens tussen beide landen, met één jaar. De oorlog was een maand eerder begonnen, toen Hezbollah een Israëlische grenspost aanviel. Zowel Israël als Hezbollah stemden in met het staakt-het-vuren waartoe was opgeroepen. Op 14 augustus omstreeks 8 uur 's ochtends ging het in.

## Achtergrond
Na de Israëlische inval in Zuidelijk Libanon eind jaren 1970, stationeerden de Verenigde Naties de tijdelijke VN-macht UNIFIL in de streek. Die moest er de vrede handhaven totdat de Libanese overheid haar gezag opnieuw kon doen gelden.
In 1982 viel Israël Libanon opnieuw binnen voor een oorlog met de Palestijnse PLO. Midden 1985 begon Israël met terugtrekkingen uit het land, maar geregeld vonden nieuwe aanvallen en invasies plaats.
Op 12 juli 2006 brak een oorlog uit tussen Hezbollah uit Libanon en Israël die een maand zou duren.

## Inhoud
De Veiligheidsraad was bezorgd om de uit de hand lopende vijandelijkheden in Libanon en Israël sinds de aanval van Hezbollah op Israël op 12 juli. Daarbij waren al honderden doden en gewonden gevallen, was veel schade aangericht en waren honderdduizenden op de vlucht geslagen. Het geweld moest stoppen, maar ook de oorzaken ervan, zoals de ontvoerde Israëlische soldaten, moesten worden aangepakt.
Libanon had een zevenpuntenplan klaar om zijn autoriteit uit te breiden over zijn eigen grondgebied en zo te zorgen dat er geen wapens waren buiten die van zijn eigen leger. Het stemde ook in met een versterkt UNIFIL, met het verzoek aan Israël om zich dan geheel uit Libanon terug te trekken. Voorts had het land beslist in dat geval 15.000 troepen naar Zuid-Libanon te zullen sturen.
De Veiligheidsraad riep op om de vijandelijkheden onmiddellijk te beëindigen. Hezbollah moest zijn aanvallen staken en Israël zijn offensieve militaire operaties. Libanon en UNIFIL werden opgeroepen hieropvolgend samen troepen
in te zetten in het zuiden van Libanon. De internationale gemeenschap werd opgeroepen het Libanese volk te steunen, onder meer door te helpen met de veilige terugkeer van ontheemden en lucht- en zeehavens te heropenen.
Israël en Libanon werden opgeroepen tot een permanent staakt-het-vuren op basis van volgende principes:
- Respect voor de Blauwe Linie,
- Hervatting van de vijandelijkheden voorkomen middels onder meer een gedemilitariseerde zone tussen de Blauwe Linie en de Litani-rivier,
- Volledige uitvoering van het Vredesakkoord van Taif en de resoluties 1559 en 1680 die de ontwapening eisen van alle gewapende groepen in Libanon,
- Geen buitenlandse troepen in Libanon zonder diens toestemming,
- Geen wapenleveringen aan Libanon zonder diens toestemming,
- Israël moet alle kaarten van landmijnen in Libanon die het in zijn bezit heeft overdragen aan de VN.

Voorts autoriseerde de Veiligheidsraad een versterking van UNIFIL tot maximaal 15.000 manschappen. Ook werd het mandaat uitgebreid met:
a. Toezicht op de beëindiging van de vijandelijkheden,
b. De inzet van Libanese troepen ondersteunen terwijl Israël zich terugtrekt,
c. Dat laatste coördineren met Libanon en Israël,
d. De humanitaire hulp meer ondersteunen,
e. Libanon helpen met het opzetten van de gedemilitariseerde zone,
f. Libanon op diens vraag helpen met het beveiligen van haar grenzen.
Het mandaat van UNIFIL werd ook meteen verlengd tot 31 augustus 2007. Ten slotte werd secretaris-generaal Kofi Annan gevraagd binnen een week te rapporteren over de uitvoering van deze resolutie.

## Verwante resoluties
- Resolutie 1686 Veiligheidsraad Verenigde Naties
- Resolutie 1697 Veiligheidsraad Verenigde Naties
- Resolutie 1729 Veiligheidsraad Verenigde Naties
- Resolutie 1748 Veiligheidsraad Verenigde Naties (2007)

Lijst ·  1652 ·  1653 ·  1654 ·  1655 ·  1656 ·  1657 ·  1658 ·  1659 ·  1660 ·  1661 ·  1662 ·  1663 ·  1664 ·  1665 ·  1666 ·  1667 ·  1668 ·  1669 ·  1670 ·  1671 ·  1672 ·  1673 ·  1674 ·  1675 ·  1676 ·  1677 ·  1678 ·  1679 ·  1680 ·  1681 ·  1682 ·  1683 ·  1684 ·  1685 ·  1686 ·  1687 ·  1688 ·  1689 ·  1690 ·  1691 ·  1692 ·  1693 ·  1694 ·  1695 ·  1696 ·  1697 ·  1698 ·  1699 ·  1700 ·  1701 ·  1702 ·  1703 ·  1704 ·  1705 ·  1706 ·  1707 ·  1708 ·  1709 ·  1710 ·  1711 ·  1712 ·  1713 ·  1714 ·  1715 ·  1716 ·  1717 ·  1718 ·  1719 ·  1720 ·  1721 ·  1722 ·  1723 ·  1724 ·  1725 ·  1726 ·  1727 ·  1728 ·  1729 ·  1730 ·  1731 ·  1732 ·  1733 ·  1734 ·  1735 ·  1736 ·  1737 ·  1738